# Suliac
Saint Suliac, appelé aussi saint Suliau ou Sulian ou Silio ou Sulien, est un moine gallois évangélisateur du pays de Galles et de l'Armorique occidentale au VIe siècle. Il fait partie des saints de l'église britannique et des saints bretons d'Armorique.
En gallois, il est appelé Tysilio ou Tyssilio ou Tyssel ap Brochfael. Il a vécu au pays de Galles, puis en Bretagne, sur les hauteurs du Mont Garrot, dominant la Rance, près du bourg actuel de Saint-Suliac (Ille-et-Vilaine) et y a fondé un monastère, dont la chapelle Saint-Laurent (VIe siècle) aurait été la première église paroissiale de Saint-Suliac.
C'est un saint des Églises chrétiennes fêté le 1er octobre dans la liste des saints de Bretagne célébrés au diocèse de Quimper et Léon, et le 8 novembre par les Orthodoxes.

## Biographie
Tysilio ap Brochfael, parfois orthographié Tysilio ap Brochmael (548? – 640), était un prince de Powys (royaume de l'est du pays de Galles), deuxième fils du roi Brochwel Ysgythrog (Crocs-de-Chien ou Longues-Dents) et de la reine Arddun Penasgell, (fille du roi Pabo Post Prydein), il avait trois frères et comme cousins, saint Asaph et saint Deinol.
Il évangélisa l'Anglesey et devint père abbé de Meifod. Très jeune, Tysilio choisi la religion, mais son père préférait pour lui une carrière militaire. Il s'enfuit de la cour du Powys de son père, pour se placer sous la protection de l'abbaye Gwyddfarch de Meifod et se fit moine.
Après avoir tenté de le récupérer, le roi Brochwel Ysgythrog finit par accepter le sort de son fils. Tysilio tenta néanmoins de s'éloigner davantage de son père en construisant son ermitage sur l'île Tysilio (Ynys Tysilio en gallois, Church Island en anglais) dans le détroit de Menai (le canal séparant Anglesey du reste du pays de Galles). L'ermitage a été reconstruit au XIVe siècle et l'île se trouve aujourd'hui très près de la ville de Menai Bridge (Porthaethwy en gallois) et serait en partie responsable du nom touristique du village de Llanfairpwllgwyngyllgogerychwyrndrobwllllantysiliogogogoch. Saint Tysilio y resta sept ans et évangélisa Anglesey, avant de revenir à Meifod et de devenir père abbé, où Il reconstruit l'abbaye et édifie l'église Saint-Tyssilio. Il évangélisa le pays de Galles.
Vers 613-615, à la mort de son frère Iago ap Brochwel, sa belle-sœur, la reine Haiarnwedd, se mit en tête de l'épouser, pour revenir sur le trône. Après avoir refusé, il fut persécuté et il décida alors de passer de Grande-Bretagne en Armorique. Il s'arrêta dans l'île de Sercq, puis vint se fixer sur la rive droite de l'estuaire de la Rance, où se trouve maintenant un village appelé Saint-Suliac. Il y fonda un monastère, sur le Mont-Garot, où il eut une quinzaine de moines sous sa direction et évangélisa la Bretagne. il décède à l'âge de soixante seize ans, vers 640 650. On peut voir encore le couvercle de son sarcophage, dressé, au bas de l'église paroissiale de Saint-Suliac ; on ignore toutefois si son monastère subsista longtemps après lui".
Tysilio est traditionnellement dit être l'auteur d’une chronique des Rois de la Grande-Bretagne, une variante de la chronique galloise Brut y Brenhinedd.
Toutefois ce texte original dit Tysilio Brut a été remanié et continué par les moines de Saint-Suliac. (Il est mort vers 640, mais le livre enregistre la mort de Cadwaller en 688 ) Ce qui prouve que le monastère de Saint-Suliac a perduré après le décès de Tysillio. Puis, le texte Tysillio Brut a été amalgamé, vers 1500, avec des versions anciennes du Brut y Brenhiedd et de l’Historia regum Britanniae, en latin du XIIe siècle, de Geoffroy de Monmouth.
C'est un saint, qui est aussi honoré en Bretagne, qu'au pays de Galles.

## Ses traces aupays de Galles
- Meifod était l'abbaye principale du Powys, où les rois et princes du Powys étaient enterrés, Tyssilio, reconstruit l'abbaye et édifie l'église Saint-Tyssilio, où par son architecture, son mobilier, son administration et ses offices, elle excellait. Sa fête était toujours célébrée ici. Au XVIIIe siècle, Tyssilio figurait dans les vitraux du sanctuaire. l'église est surnommée : La Demeure des trois saints et Le Sépulcre des rois.

Il y a de nombreuses églises dédiées au "Royal Saint-Tyssilio" au pays de Galles :
- À Llangammarch à Built, en Brecknockshire, Tyssilio se cache pendant la persécution de sa belle-sœur : dans le fond d'une province appelée Buelt, où il bâtit une église et un monastère.
- L'église de Shrewsbury, (anciennement : Penwern), ville de Brochwel Ysgythrog, ancienne capitale du Powys, est une fondation de Tyssilio.
- L'église de Llanllugan, dans le Montgomeryshire, est fondée par Tyssilio.
- L'église de Llandyssilio, dans le Montgomeryshire.
- L'église de Llandyssilio, sur l'île d'Anglesey.
- L'église de Llantyssilio et de Bryn Eglaus (Ffynnon Dysilio), dans le Denbighshire.
- L'église de Llandyssilio Gogo, dans le Ceredigion.

Des reliques :
- La pierre de Maen Tysilio à Rhislas, dans le Denbighshire.
- La fontaine de Ffynnon Nant Dyssilio à Oswestry, dans le Shropshire.

Hors du pays de Galles :
- L'église de Luxulyan (Lansulien en cornique), en Cornouailles, est une fondation de Tyssilio, lorsque celui-ci traverse la Cornouailles avec quelques moines, pour aller s'installer en Bretagne et curieusement la paroisse riveraine est celle de Saint-Sampson, en Golant.
- L'église de Selllach (Lann Suluc), dans le Herefordshire.
- L'église de Llancillo (Lann Sulbiu), dans le Herefordshire.

## Ses traces dans laBretagneactuelle
- Saint-Suliac, (Sancta Suliani en 1156, Sancti Sulini 1210, S. Selya 1256)[5] commune du département d'Ille-et-Vilaine, située sur les bords de la Rance. L'église paroissiale Saint-Suliac du XIIIe-XIVe siècle, classée MH, abrite le tombeau de saint Suliac, ainsi que sa statue en granite du XIIIe siècle. En 1831, les dernières ruines de l'abbaye du Mont-Garot et de sa chapelle de Saint-Laurent, sont enlevées. On peut imaginer que le monastère fondé par le saint se serait implanté à l'emplacement de l'église paroissiale actuelle et que la chapelle Saint-Laurent était un témoin d'un simple prieuré annexe, voire totalement indépendant[6]. Le Pouillé de Rennes stipule que les deux monastères construits successivement en Saint-Suliac, l'un au bourg par saint Suliac lui-même au VIe siècle, l'autre sur le Mont Garot, au XIIe, par les Bénédictins de Saint-Florent de Saumur, prouvent l'antiquité de cette paroisse.

Le saint fonda lui-même un certain nombre d'églises et de chapelles, à travers toute la Bretagne, des biens devenus parfois propriétés de l'abbaye de Saint-Suliac :
- La chapelle et hameau Saint-Séliac (Saint-Selia en 1283), en Québriac, Ille-et-Vilaine.
- La magnifique église paroissiale Saint-Suliau à Sizun (Finistère)[7], ainsi qu'une fontaine et deux lavoirs[8]. Son reliquaire, datant de 1625 s'y trouve, ainsi qu'une statue le représentant[9].
- La chapelle Saint-Suliau, (Saint-Sulliau en 1687, en breton: Sant Sula), qui abrite une statue de saint Suliau, ainsi que la fontaine et un calvaire dédiées à  saint-Suliau à Plomodiern, Finistère[10].
- La chapelle Saint-Suliau, dédiée désormais à sainte Cécile, à Briec-de-l'Odet, Finistère[11].
- L'ancienne chapelle Saint-Sulian, (en breton : Saint-Sulio), détruite à la Révolution, a laissé son nom au quartier nord-ouest de Pleyben, Finistère.
- La chapelle Saint-Sullian, au nord-est de Saint-Nic, Finistère.
- Kerzulien, (Kersulian en 1419), lieu-dit en Cléder, Finistère.
- La ferme de Trézulien, (Trosulian en 1543), en Tréboul, Douarnenez, Finistère.
- Le manoir de Lossulien, vestiges du XVe siècle, construit à la place d'une forteresse très ancienne, c'était la plus grande terre noble de Guipavas, actuellement sur la commune du Relecq-Kerhuon, Finistère.
- Lan-Sulien, lieux-dits en Fouesnant, et en Cleden Cap Sizun, (Lansulian en 1541) Finistère.
- Lansulien, nom d'une terre noble d'une ancienne famille, sgrs de Lansulien, montre 1276, réf. 1513 et 1676, en  Le Faou, Rosnoën, Finistère.
- Saint-Sulien, (Sancti Suliani en 1164, Saint-Sullien en 1533) un ancien fief très important, sur plusieurs communes, avec manoir à tourelle, dépendance de l'Abbaye Saint-Aubin des Bois, de 1164 à 1789, en Saint-Rieul, Noyal, Plestan et Trégomar, Côtes-d'Armor.
- Sulien, hameau en Trébry, Côtes-d'Armor.
- Plussulien, (Ploe-sulian en 1468), commune du département des Côtes-d'Armor.
- Plussulien, lieux-dits en Dinan et en Lamballe, Côtes-d'Armor.
- Rossulien, lieu-dit en  Plomelin, Finistère.
- L'église paroissiale Saint-Suliac, (en breton : Saint-Suliau) à Tressignaux, Côtes-d'Armor.
- Saint-Suliac, hameau, en  Léhon, Côtes-d'Armor.